# Úslava

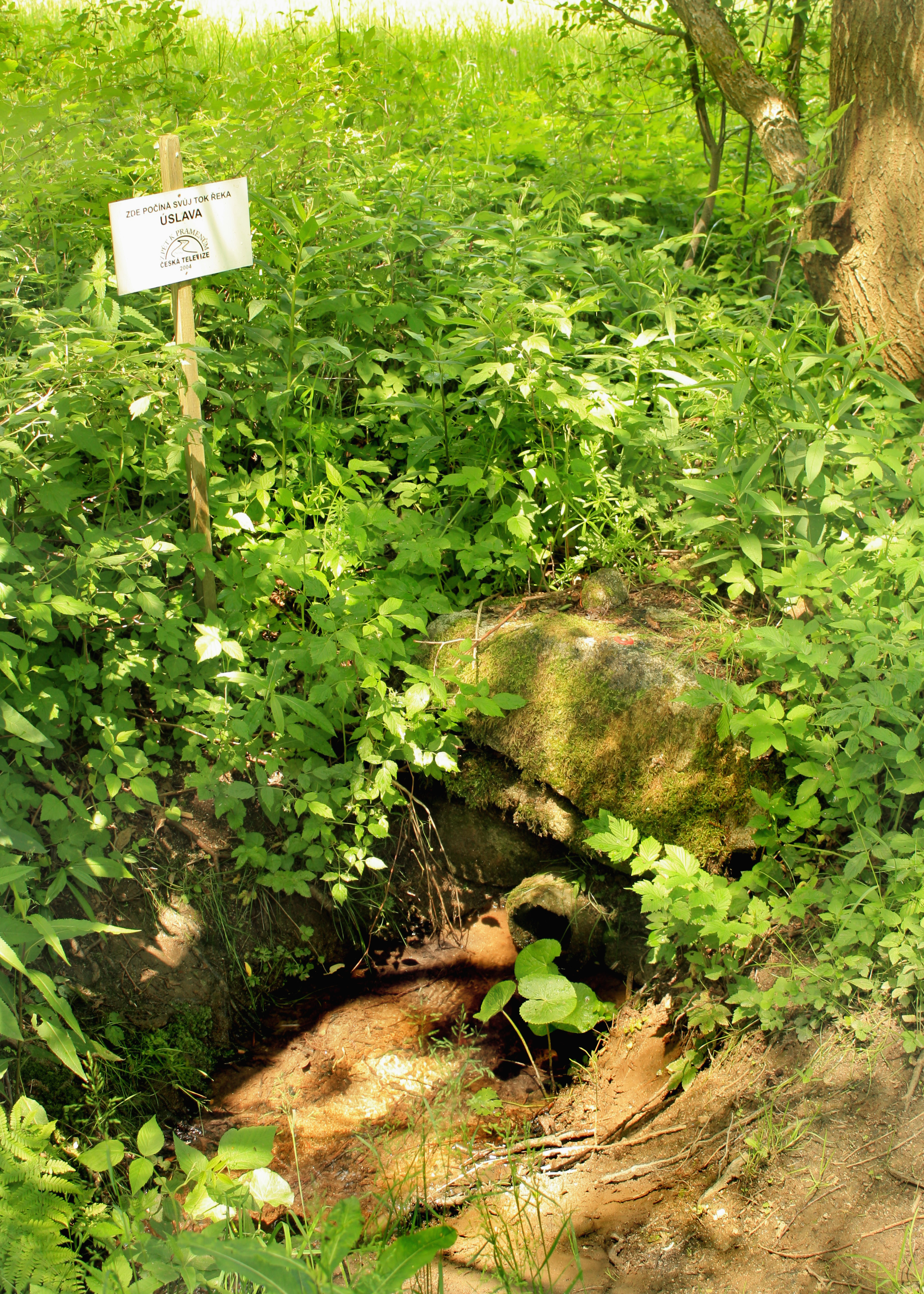
Úslavaquelle

Die Úslava (deutsch Uslawa, früher Bradlawa, auch Amselbach, Hnadschower Bach bzw. Bradowa) ist ein rechter Nebenfluss der Berounka  in Tschechien. Auf ihrem Oberlauf wird sie bis Žinkovy Bradlava und danach Žinkovka genannt.

## Verlauf
Die Bradlava entspringt am Osthang der Drkolná (729 m n.m.) in der Plánická vrchovina (Planitzer Bergland). Ihre Quelle liegt zwischen Lukoviště und Nový Dvůr im Okres Klatovy. Auf seinem Oberlauf fließt der Bach zunächst mit nordöstlicher Richtung nach Číhaň, wo er sich nach Osten wendet und vorbei an Plánička, Vlčnov und Nová Hospoda nach Zavlekovský Mlýn fließt. Nordwestlich von Zavlekov nimmt die Bradlava nördliche Richtung. Entlang ihres Laufes folgen Bradava, Skránčice, Hnačov, Voldřichova Cihelna,  Zajícova Cihelna, U Hopa, Plánice und U Buckých. Bei Červený Mlýn fließt der Bach in den Naturpark Plánický hřeben (Planitzer Kamm) und windet sich in einigen größeren Schleifen vorbei an Kratice, Chýlava, U Vorejtů, Újezd u Plánice, U Kalinů, Mlynářovice, U Řezáčů, Mlýnské Struhadlo, V Hraničkách und Flosmanův Mlýn durch das Bergland. Bei Chudinka verlässt die Bradlava den Naturpark mit nordöstlicher Richtung und fließt vorbei an Štádlerův Mlýn, U Buchtelů, Radochovy, Partoltice, Na Pile, Čepinec, U Cihelny, dem Schloss Žinkovy und der Burgruine Potštejn nach Žinkovy.
Auf seinem nachfolgenden Lauf durch die Nepomucká vrchovina (Nepomuker Hügelland) wird der Bach auch Žinkovka genannt.
Er fließt dort über Kokořov und Novotníky nach Prádlo, wo ihn die Europastraße 49/Staatsstraße I/20 von Pilsen nach Nepomuk überquert. Der Lauf der Žinkovka führt dann am Südrand des Naturparks Buková hora-Chýlava und am nördlichen Fuße der Zelená hora (536 m n.m.) unterhalb des Schlosses Zelená Hora über Klášter, Batov, Dvorec, Huť und Nehovice nach Osten. Dabei wird der Bach zwischen Huť und Nehovice von der Bahnstrecke České Budějovice–Plzeň überbrückt.
An der Mündung des Myslívský potok ändert die Úslava ihre Fließrichtung nach Norden, der Fluss erreicht dort eine Breite von acht Metern. In ihrem tiefen Tal mit mehreren Flussschleifen liegen die Orte Vrčeň, Srby, Vilémov, Myť, Ždírec, Žďár, Smederov, Stará Huť und Vlčice; westlich erstreckt sich der Naturpark Buková hora-Chýlava. Ihr weiterer Lauf durch die Blovická pahorkatina (Blowitzer Hügelland) führt in einem zunehmend breiter werden Wiesental vorbei an Hradiště, Blovice, Bohušov, Mlýn Chudinka, Kamensko, Zdemyslice, Žákava und Malá Strana. In Nezvěstice fließt die Úslava in den Naturpark Kornatický potok und wird unterhalb des Ortes von der Bahnstrecke Rokycany–Nezvěstice überquert.
Der Unterlauf der Úslava führt zwischen der Radyňská vrchovina und der Klabavská pahorkatina hindurch nach Nordwesten. Entlang des Flusses folgen Šťáhlavice, Vymrovka, das Schloss Kozel und Šťáhlavy. Danach verlässt der Fluss den Naturpark Kornatický potok und fließt unterhalb der Burgruine Radyně an Bambousek, Sedlec, Malá Strana und Starý Plzenec vorbei. Dort erhebt sich nördlich des Úslavatals die Hůrka (431 m n.m.), auf der sich u. a. die Reste der frühmittelalterlichen Burg Pilsen befinden; der Südhang des Hügels ist teilweise als Naturdenkmal Černá stráň geschützt. An der Pilsener Stadtgrenze überquert die Autobahn D 5 den Fluss. Nachfolgend fließt die Úslava mit nördlicher Richtung vorbei an Čechurov, Koterov, Bručná, Buková, Božkov, Slovany, Vyšehrad, Lobzy, der Ostvorstadt (Východní Předměstí), Petrohrad, Letná und Doubravka an der östlichen Peripherie von Pilsen durch die Plzeňská kotlina (Pilsener Becken); dabei wird sie nordöstlich des Pilsener Hauptbahnhofs (Plzeň hlavní nádraží) von der Bahnstrecke Praha–Plzeň überbrückt. Nach 94,1 Kilometern mündet die Úslava an der St. Georgskirche bei Plzeň-Doubravka gegenüber dem Burgstall Pecihrádek in die Berounka.
Zwischen Nehovice und Pilsen verläuft die Bahnstrecke České Budějovice–Plzeň am linken Flussufer.
An der Úslava befinden sich keine Talsperren, die beiden großen Teiche Hnačovský rybník und Žinkovský rybník bieten keinen ausreichenden Rückhalteraum bei Hochwasser. Beim Sommerhochwasser von 2002 wurde am 13. August 2002 um 7:00 Uhr am Pegel Koterov ein Wasserstand von 3,71 m und ein Spitzendurchfluss von 459 m³/s gemessen. Die durchschnittliche Wassermenge an der Mündung beträgt 3,62 m³/s.

## Zuflüsse
- Oborka (l), oberhalb von Plánice
- Habartický potok (l), unterhalb von Chýlava
- Zbyslavský potok (l), bei U Vorejtů
- Chudinka (l), bei Chudinka
- Stavadla (l), unterhalb von Partoltice
- Čepinecký potok (l), bei Čepinec
- Tůně (r), bei Vojovice im Žinkovský rybník
- Kamýtka (r), bei Vojovice im Žinkovský rybník
- Jamky (l), bei Žinkovy im Žinkovský rybník
- Žitínský potok (l), unterhalb von Žinkovy
- Mihovka (r), bei Klášter im Klášterský rybník
- Myslívský potok (r), bei Huť
- Čečovický potok (r), in Vrčeň
- Čížkovský potok (r), bei Srby
- Přešínský potok (r), bei Ždírec
- Chocenický potok (l), in Blovice
- Komorenský potok (l), in Blovice
- Cecina, auch Jiříkovský potok (r), bei Bohušov
- Podhrázský potok (l), bei Zdemyslice
- Štítovský potok (r), bei Kamensko
- Olešenský potok (l), in Nezvěstice
- Bradava (r), bei Nezvěstice
- Kornatický potok (r), bei Šťáhlavice
- Nezbavětický potok (l), bei Šťáhlavice
- Kozelský potok (r), beim Schloss Kozel
- Beránka (l), in Šťáhlavy
- Tymákovský potok, auch Lhůtský potok (r), bei Sedlec
- Božkovský potok (r), bei Božkov

## Durchflossene Teiche
- Horní Plánička, bei Plánička
- Dolní Plánička, bei Plánička
- Nový rybník, bei Zavlekovský Mlýn
- Bradavský rybník, bei Nová Hospoda
- Hnačovský rybník, bei Hnačov. Er ist mit einer Wasserfläche von 68,38 ha heute der zweitgrößte Teich in Westböhmen.
- Loučovský rybník, bei Flosmanův Mlýn
- Zmítkovský rybník, bei Flosmanův Mlýn
- Čepinecký rybník, bei Čepinec
- Žinkovský rybník bzw. Labuť, bei Žinkovy. Seine Wasserfläche umfasst 62 ha.
- Klášterský rybník, bei Klášter
- Panský rybník, bei Huť
- Podežďár, bei Smederov
- Huťský rybník, bei Stará Huť
- Lopatský rybník, am Schloss Kozel
- Nový rybník, bei Sedlec
- Sedlecký rybník, bei Sedlec. Er ist als Naturdenkmal Starý rybník geschützt.